# Матриця Live MOS
«Live MOS» — торгова назва різновиду світлочутливих матриць, що розробила компанія Panasonic і, які застосовуються, також, у виробах Leica і Olympus. Завдяки ряду технічних і топологічних рішень матриці мають можливість «живого» перегляду зображення.

## Технологічні рішення
- Зменшено відстань від кожного фотодіода до відповідної мікролінзи. Дозволяє отримати високу чутливість і якість зображення, навіть при високих кутах падіння світла.
- Спрощено передачу регістрів та інших сигналів з більшою поверхні фотодіода, для збільшення рівня чутливості і відгуку. Дозволяє збільшити швидкість обробки даних.
- Зменшення кількості керуючих сигналів з 3 в стандартних CMOS сенсорах до 2 (як у CCD-матрицях) збільшило результуючу фоточутливу область пікселя. Це мінімізувало невикористовувану поверхню датчика.
- Розроблено новий тихий підсилювач для сигналу фотодіода.
- Фоточутлива область становить 30% поверхні елемента датчика (що можна порівняти з CCD-матрицями). Використовується більш тонка структура шару датчиків типу NMOS.
- Для зменшення шумових характеристик дана технологія розроблялася для 5 В (за специфікацією проекту 2,9 В) низьковольтних систем. Фотодіодні датчики розміщені на кремнієвій підкладці, щоб ізолювати фотодіодні датчики від елементів, що розташовані на поверхні чипа, і, які викликають шум. Зменшення напруги живлення допомагає уникнути перегріву матриці. В результаті зображення виходять більш яскравими, менш зернистими і з низьким рівнем білого шуму, навіть при фотографуванні в умовах недостатньої освітленості. Матриця «Live MOS» дещо поступається за своїми характеристиками матриці CMOS.

## Застосування
Сенсори цього типу вперше були застосовані у фотоапаратах Olympus E-330 і Panasonic Lumix DMC-L1.